# 23244 Lafayette
23244 Lafayette (tên chỉ định: 2000 WP162) là một tiểu hành tinh vành đai chính. Nó được khám phá thông qua Chương trình nghiên cứu đối tượng gần Trái Đất của đài thiên văn Lowell ở Anderson Mesa Station ở Coconino County, Arizona, ngày 20 tháng 11 năm 2000. Nó được đặt theo tên Gilbert du Motier, marquis de Lafayette, a French military officer of both the American và French Revolutions.